# Radioborne Marker
Pour les articles homonymes, voir Marker.
La radioborne Marker est une radiobalise VHF utilisée dans l’aéronautique permettant au pilote de déterminer à quelle distance du début de la piste se trouve l'avion. Les radiobornes Marker de repérage fonctionnent sur la fréquence assignée de 75 MHz et envoient un faisceau étroit radioélectrique en direction verticale. Quand un avion vole au-dessus d'une radioborne Marker, le signal de la radioborne active l'instrument d'indicateur de radioborne Marker de l'avion, puis l'alarme de couleur clignote sur le tableau de bord avec une alarme sonore spécifique.

## Principe de base
En vol aux instruments (ou vol IFR), l'approche d'un aéroport et l'atterrissage sont facilités par plusieurs systèmes électroniques. Des balises radio appelées marker(s) sont situées dans l'axe de la piste, émettant un faisceau vertical, qui permet de déterminer la hauteur de l'avion dans la phase de fin d'atterrissage (courte finale dans le langage aéronautique).

## Aspect technique
Il y a trois markers appelés respectivement Outer Marker (OM), Middle Marker (MM) et Inner Marker (IM).
Le survol de chacune d'elles déclenche l'allumage de voyants sur la planche de bord de l'aéronef. Chacun d'eux a une couleur spécifique correspondant à l'une des balises.

### Outer marker

Voyant bleu outer marker

L'outer marker, le marqueur externe de l'approche finale est situé à environ 8 Km (ou 4 nm) du seuil, est modulé à 400 Hz, il allume un voyant bleu dans le cockpit et émet une tonalité Morse de 2 traits par seconde ( - - ).

### Middle marker

Voyant jaune Middle Marker

Le middle marker, le moyen marqueur est situé à environ 1 km du seuil, est modulé à 1 300 Hz, il allume un voyant orange dans le cockpit et émet une tonalité Morse de 2 fois 1 trait et 1 point ( - * - * ), mais 1 trait et 1 point par seconde ( - *).

### Inner marker

Voyant blanc Inner Marker

L' inner marker, le marqueur interne est situé à environ 100 m du seuil, est modulé à 3 000 Hz, il allume un voyant blanc dans le cockpit et émet une tonalité Morse de 6 points par seconde ( * * * * * * ). Il n'y a pas d' inner marker implanté sur les aérodromes français.

## Fréquence
Dans le monde, les radiobornes markers fonctionnent avec une puissance radioélectrique de quelques dixièmes de watts a plusieurs watts sur la fréquence assignée de 75 MHz dans une bande de garde de 74,8 MHz à 75,2 MHz ,, et en France selon le TNRBF de l'ANFR. Dans un avenir plus ou moins proche, le système de radionavigation MARKER devrait être abandonné au profit du système DME qui présente une bien meilleure fiabilité.